# Podgorica
Podgorica (montenegrinsk: Podgorica eller Подгорица tr. Podgoritsa; tidligere navne Ribnica og Titograd) er Montenegros de facto hovedstad med 156.169(2011) indbyggere. Podgorica ligger ved floden Morača, i det tidligere Jugoslavien var byens navn Titograd.
Ifølge Montenegros forfatning fra 1993 er landets "hovedstad" Cetinje, mens Podgorica er "regeringsby". Præsidentens residens, nationalbiblioteket, -museet, -arkivet og -teatret ligger således i Cetinje, mens parlament, regering, domstol, ministerier og ambassader ligger i Podgorica, der også er uddannelsesmæssigt og økonomisk centrum.